# Breim
Breim is een klein plaatsje in de gemeente Gloppen in de provincie Vestland in  Noorwegen. even ten zuiden van Steinklepp. Tot 1965 was het een zelfstandige gemeente. De gemeente ontstond in 1886 als afsplitsing van Gloppen. De gemeente lag in een dal tussen Jostedalsbreen in het oosten en het meer Breimsvatnet in het westen. Dorpen die in de gemeente lagen zijn Reed en Byrkjelo. Breim, waar de kerk uit 1886 staat, ligt direct ten westen van Reed. 